# Polisť
Polisť (rusky Полисть) je řeka v Novgorodské a v Pskovské oblasti v Rusku. Je dlouhá 176 km. Povodí řeky je 3630 km².

## Průběh toku
Odtéká z jezera Polisto a protéká převážně bažinatou krajinou. Ústí zleva do Lovatě (povodí Volchovu).

## Vodní režim
Zdrojem vody jsou převážně sněhové srážky. Průměrný roční průtok vody činí 22 m³/s. Zamrzá na konci října a rozmrzá na začátku dubna.

## Využití
Vodní doprava je možná od města Staraja Russa. Je splavná pro vodáky.